# SC Corinthians Paulista

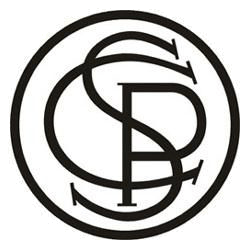
historické logo z let 1916–1919

Sport Club Corinthians Paulista je fotbalový klub ze São Paula, který se pravidelně účastní nejvyšší brazilské fotbalové soutěže, Série A. Vznikl v roce 1910 a mezi fanoušky je přezdíván Timão.
Největšími rivaly Corinthians jsou postupně Palmeiras, São Paulo FC a Santos.
Fotbalisté Corinthians hrají v černobílých dresech (odtud také pojmenování Alvinegro). Jsou druhým nejpopulárnějším klubem v Brazílii.
Corinthians jsou jedním z nejúspěšnějších brazilských klubů. Brazilskou ligu vyhráli celkem 7× a více vítězství mají jen dva kluby – rivalové Palmeiras a Santos, Flamengo je pak rovněž na sedmi (aktuální v roce 2020).
Státní ligu města São Paulo vyhráli Corinthians 30× a brazilský domácí pohár 3×. V roce 2000 se stal historicky prvním klubem, který získal trofej z mistrovství světa klubů.
V roce 2013 se klub umístil 16. v žebříčku nejhodnotnějších fotbalových klubů na světě podle časopisu Forbes. Šlo o nejvyšší umístění z klubů mimo Evropu.

## Historie
Klub vznikl roku 1910. O čtyři roky později se někteří členové – italští přistěhovalci – oddělili od ostatních a založili jiný klub Palestra Italia, později Palmeiras. Pro členy původního klubu se odchozí členové stali zrádci (traidores) a celá věc dala základ dodnes trvající rivalitě mezi velkokluby São Paula.
První derby mezi těmito týmy se uskutečnilo v roce 1917.
V roce 1930 se tým 25. května poprvé střetl s nově vzniklým São Paulo FC a porazil ho 2:1. Následující rok se ale jejich soupeř zlepšil a v roce 1931 slavil svoji první trofej.
Po roce 1954 nastalo 23leté období bez trofeje trvající přes dvě desetiletí, které ukončila až výhra v Campeonato Paulista v roce 1977. Oporami mužstva tehdy byli například Geraldão a Basilio.
V 80. letech patřili mezi opory Sócrates, Wladimir, Casagrande, a Zenon, z nichž někteří se mimo jiné zapojili do veřejného dění a založili hnutí „korintská demokracie“.
V roce 1998 a i v roce 1999 vyhráli Corinthians celobrazilskou ligu poprvé od roku 1990.
Ve druhém zmíněném roce napravili rovněž finálovou prohru ze saopaulské ligové soutěže z roku 1998, když k výhře 3:0 přidali remízu 2:2 v odvetě proti Palmeiras. Odvetu hranou 20. června 1999 však přerušili diváci na stadionu Morumbi.
Edílson, střelec jednoho gólu v obou dvou finálových zápasech, se v průběhu druhého poločasu zastavil uprostřed hřiště a začal si „hrát“ s balónem provokujíc protihráče.
Vzápětí jej atakovali hráči soupeře Zinho, Paulo Nunes a Júnior, následně Edílson uprchl do šaten, na což zareagovali neklidní domácí fanoušci s nevolí a v 76. minutě tak zápas předčasně skončil. Fotbalisté i rozhodčí opustili stadion a fotbalový svaz nakonec zápasu ponechal výsledek 2:2.
Po historickém prvenství na MS klubů v roce 2000 prožili Corinthians ústup ze slávy. Situace se začala obracet roku 2004, kdy byl avizován přestup talentovaného 20letého Argentince Carlose Téveze z klubu Boca Juniors. Vyvstálý rozruch byl dán jednak vysokou částkou (v přepočtu 22 milionů amerických dolarů nebo 11,4 milionu britských liber) i na poměry brazilského velkoklubu, jednak ambicemi nového investora, jenž přestup zaplatil.
Oním investorem měl být britský podnikatel Kia Joorabchian s firmou Media Sport Investment, jehož cílem bylo vybudovat tým „Galácticos“ po vzoru Realu Madrid apod. Do budoucna měly proběhnout další finanční injekce na nové posily dosahující částky 35 milionů amerických dolarů, ze které měla část (cca 20 milionů) posloužil na splacení dluhů.
Na oplátku si měla společnost MSI přijít na 51% z celkového profitu klubu. Spolupráce měla trvat 10 let.
Média přinesla informace o Joorabchianově vazbách na kontroverzní osoby jako byli Roman Abramovič (tehdy nově majitel Chelsea FC), Boris Berezovskij nebo Renato Duprat, což posílilo skepticismus brazilských nejen sportovních novinářů jako např. Juca Kfouri.
V roce 2011 se tým umístil první dva body před Vasco da Gama.
Corinthians se tak kvalifikovali do Poháru osvoboditelů a v něm došli pod vedením Titeho až do finále, kde na ně čekal argentinský soupeř. V Buenos Aires proti Boce Juniors tým prohrával, ale v závěru zápasu vyrovnal na 1:1 gólem Romarinha.
Doma Corinthians zvítězili 2:0 (dvakrát se trefil Emerson) a stali se poprvé vítězi poháru ve španělštině zvaného Copa Libertadores.
Ve stejný rok ale neuspěli v brazilské lize, kde tentokrát triumfovalo Fluminense. Po březnové prohře 1:2 proti São Paulo FC skončila pro Corinthians jejich série 11 vyhraných zápasů za sebou proti tomuto rivalovi.
Na Mistrovství světa klubů FIFA v prosinci roku 2012 se Corinthins měli v Japonsku utkat s dalšími vítězi kontinentálních soutěží. Za podpory asi 30 tisíc vlastních fanoušků narazili v semifinále na Al-Ahlí a díky gólu Paola Guerrera vyhráli a zamířili do finále. Právě Guerrero se stal též finálovým hrdinou a střelcem jediného gólu zápasu s Chelsea. Corinthians vyhráli klubový šampionát podruhé a navázali na triumf z roku 2000.
V roce 2017 převzal tým trenér Fábio Carille a navázal na předchozí úspěch Titeho. Nejprve Carille ovládl regionální Paulistão a vštěpil mužstvu útočnější pojetí fotbalu.
Týmovou osu, která dokázala zdolat například rivala São Paulo FC 3:2, utvořili útočníci a ofenzivní záložníci jako Jádson a Jô, dále pak Rodriguinho. Po stranách hráli Ángel Romero a nadějný krajní obránce Guilherme Arana hrající nalevo.
Corinthians ligu vyhráli před Palmeiras,
zásluhu na tom měl útočník Jô, který se stal elitním střelcem ligy a zároveň nejlepším hráčem ročníku.
Další rok Corinthians i s Jôem odstartovali Paulistão a obhájili zde prvenství.
První místo v brazilské lize ale nezískali a skončili na 13. místě.

## Klubová kultura
Nejstarší torcida – aktivní fanouškovská organizace – je Gavioes da Fiel založená roku 1969.
V roce 2012 platilo, že celkový počet torcid spjatých s klubem Corinthians čítá šest, sedmá torcida tohoto roku vznikala.

### Rivalita s Palmeiras
Corinthians se poprvé utkali s Palmeiras (tehdy pojmenované Palestra Itália) 6. května 1917 a ač byli právě mistry a drželi sérii 25 výher za sebou, díky hattricku Caetana prohráli venku výsledkem 0:3. Svého soupeře a budoucího rivala z prostředí italských přistěhovalců porazili až napošesté, a to 3. května 1919. Od té doby se tyto kluby střetly více než 330krát. Čtveřice hráčů Corinthians patří k nejlepším střelcům vzájemných duelů – Cláudio Christovam de Pinho (21 gólů), Baltazar (20 gólů), Luisinho (19 gólů) a Teleco (15 gólů).
Jednou z nejvyšších výher jednoho klubu nad druhým byla porážka Corinthians 0:8 dne 5. listopadu 1933, která se připočetla do série Palmeiras v derby bez prohry. Mezi květnem 1930 a srpnem 1934 totiž Palmeiras s Corinthians neprohráli a starší z klubů tento počin nevyrovnal. V dubnu 1937 se napříč třemi duely mělo přímo rozhodnout o mistrovi São Paula a jako poražení odešli Corinthians. V roce 1954 město slavilo 400 let od svého založení a již tak sledované klání nabralo další úroveň. Corinthians potřebovali dne 5. února 1955 pouhou remízu, aby dosáhli titulu (título do quarto centenário). Ačkoliv Nei srovnal na 1:1 po trefě Luizinha, skóre se poté již neměnilo. Pro Corinthians to byl ale poslední titul mistra po následujících 22 let.
Během tohoto neslavného období přivítali Corinthians dne 22. prosince 1974 svého soupeře za rekordní účasti 120 tisíc diváků na Estadio Morumbi, ovšem na Palmeiras znovu nevyzráli a klubová ikona Roberto Rivelino záhy oznámil svůj odchod do Fluminense.
Ročník 1982 opanovali São Paulo Corinthians a na své cestě zdolali Palmeiras poměrem 5:1, pod nímž se třemi góly podepsal Walter Casagrande. V roce 1993 došlo na další přímou dvojzápasovou konfrontaci o prvenství v São Paulu. Corinthians zásluhou gólu Violy vyhráli 1:0, v odvetě tak jejich soupeř potřeboval jakkoliv vyhrát (bez ohledu na skóre), aby se prodlužovalo. Venku Corinthians prohráli v základní hrací době 0:3 a v prodloužení inkasovali znovu a dopustili tak, aby se Palmeiras vrátilo po více než deseti letech na vrchol.
Oba celky na sebe narazily ve čtvrtfinále Poháru osvoboditelů v roce 1999. Corinthians vypadli po penaltovém rozstřelu, zatímco Palmeiras dosáhlo finále, pro ně vítězného. Stejný scénář se opakoval v dalším ročníku, v semifinále, Palmeiras opět uspělo v penaltách, poté co Marcelinho Carioca svůj kop neproměnil.

## Úspěchy
Mezinárodní
- 2× vítěz Mistrovství světa ve fotbale klubů: 2000, 2012[13][16]

Kontinentální
- 1× vítěz Poháru osvoboditelů: 2012[17]
- 1× vítěz Recopa Sudamericana: 2013[18]

Národní
- 7× vítěz brazilské Série A: 1990, 1998, 1999, 2005, 2011, 2015, 2017[2]
- 1× vítěz brazilské Série B: 2008[19]
- 3× vítěz brazilského poháru: 1995, 2002, 2009
- 1× vítěz brazilského Superpoháru: 1991
- 30× vítěz Campeonato Paulista: 1914, 1916, 1922, 1923, 1924, 1928, 1929, 1930, 1937, 1938, 1939, 1941, 1951, 1952, 1954, 1977, 1979, 1982, 1983, 1988, 1995, 1997, 1999, 2001, 2003, 2009, 2013, 2017, 2018, 2019
- 5× vítěz Torneio Rio-São Paulo: 1950, 1953, 1954, 1966, 2002

## Známí hráči
- Amílcar (1912–1923)
- Neco (1913–1930)
- Rato (1921–1931, 1933–1937)
- Del Debio (1922–1931, 1937–1939)
- Grané (1922–1931)
- De Maria (1927–1931)
- Tuffy (1928–1930)
- Filó (1929–1931)
- Jaú (1932–1937)
- Teleco (1934–1944)
- Brandão (1935–1946)
- Servílio (1938–1949)
- Domingos da Guia (1944–1947)
- Baltazar (1945–1957)
- Cláudio (1945–1957)
- Idário Sanches Peinado (1949–1959)
- Luís Morais (1949–1966)
- Luizinho (1949–1967)
- Roberto (1950–1960)
- Carbone (1951–1957)
- Gilmar (1951–1961)
- Olavo (1952–1961)
- Oreco (1957–1965)
- Flávio (1964–1969)
- Dino Sani (1965–1968)
- Roberto Rivelino (1965–1974)
- Ditão (1966–1971)
- Zé Maria (1970–1983)
- Ademir (1972–1978)
- Wladimir (1972–1985, 1987)
- Romeu Evangelista (1974–1979)
- Vaguinho (1974–1981)
- Basílio (1975–1981)
- Geraldão (1975–1978, 1979–1981, 1986–1987)
- Palhinha (1977–1979)
- Sócrates (1978–1984)
- Biro-Biro (1978–1989)
- Walter Casagrande (1980–1981, 1982–1984, 1985–1986, 1994–1995)
- Zenon (1981–1986)
- Daniel González (1982)
- Carlos (1984–1988)
- Dunga (1985)
- Márcio Bittencourt (1985–1991)
- Wilson Mano (1986–1992, 1994)
- Ronaldo Giovanelli (1986–1998)
- Viola (1988–1989, 1992–1995)
- Neto (1989–1993)
- Ezequiel (1990–1995)
- Tupãzinho (1990–1996)
- Dinei (1990–1992, 1998–2001)
- Zé Elias (1993–1996)
- Marcelinho Carioca (1993–1997, 1997–2001, 2006)
- Célio Silva (1994–1998)
- Freddy Rincón (1997–2000, 2004)
- Edilson (1997–2000)
- Ricardinho (1998–2002, 2006)
- Carlos Gamarra (1998–1999)
- Edu (1998–2000, 2009–2010)
- Vampeta (1998–2000, 2002–2003)
- Luizão (1999–2002)
- Dida (1999–2001, 2002)
- Carlos Tévez (2005–2006)
- Javier Mascherano (2005–2006)
- Ronaldo (2008–2011)
- Roberto Carlos (2010–2011)